# Danielssenia spinipes
Danielssenia spinipes är en kräftdjursart som beskrevs av Wells 1967. Danielssenia spinipes ingår i släktet Danielssenia och familjen Pseudotachidiidae. Inga underarter finns listade i Catalogue of Life.